# Sandoval
|  | Per a altres significats, vegeu «J. Daniel Sandoval». |

Sandoval és una població dels Estats Units a l'estat d'Illinois. Segons el cens del 2000 tenia 1.434 habitants.

## Demografia
Segons el cens del 2000, Sandoval tenia 1.434 habitants, 562 habitatges, i 396 famílies. La densitat de població era de 576,7 habitants/km².
Dels 562 habitatges en un 38,6% hi vivien nens de menys de 18 anys, en un 48,8% hi vivien parelles casades, en un 16,9% dones solteres, i en un 29,4% no eren unitats familiars. En el 25,3% dels habitatges hi vivien persones soles el 10,1% de les quals corresponia a persones de 65 anys o més que vivien soles. El nombre mitjà de persones vivint en cada habitatge era de 2,55 i el nombre mitjà de persones que vivien en cada família era de 3,04.
Per edats la població es repartia de la següent manera: un 30,1% tenia menys de 18 anys, un 8,4% entre 18 i 24, un 28,5% entre 25 i 44, un 22,1% de 45 a 60 i un 10,9% 65 anys o més.
L'edat mediana era de 34 anys. Per cada 100 dones de 18 o més anys hi havia 85,2 homes.
La renda mediana per habitatge era de 30.000 $ i la renda mediana per família de 35.700$. Els homes tenien una renda mediana de 29.191 $ mentre que les dones 19.833 $. La renda per capita de la població era de 14.739 $. Aproximadament el 17,1% de les famílies i el 21,1% de la població estaven per davall del llindar de pobresa.

## Poblacions properes
El següent diagrama mostra les poblacions més properes.